# 昭和61年台風第14号
昭和61年台風第14号（しょうわ61ねんたいふうだい14ごう、国際名：ウェイン / Wayne）は、1986年8月に発生し、極めて複雑な動きをした長寿台風である。

## 概要

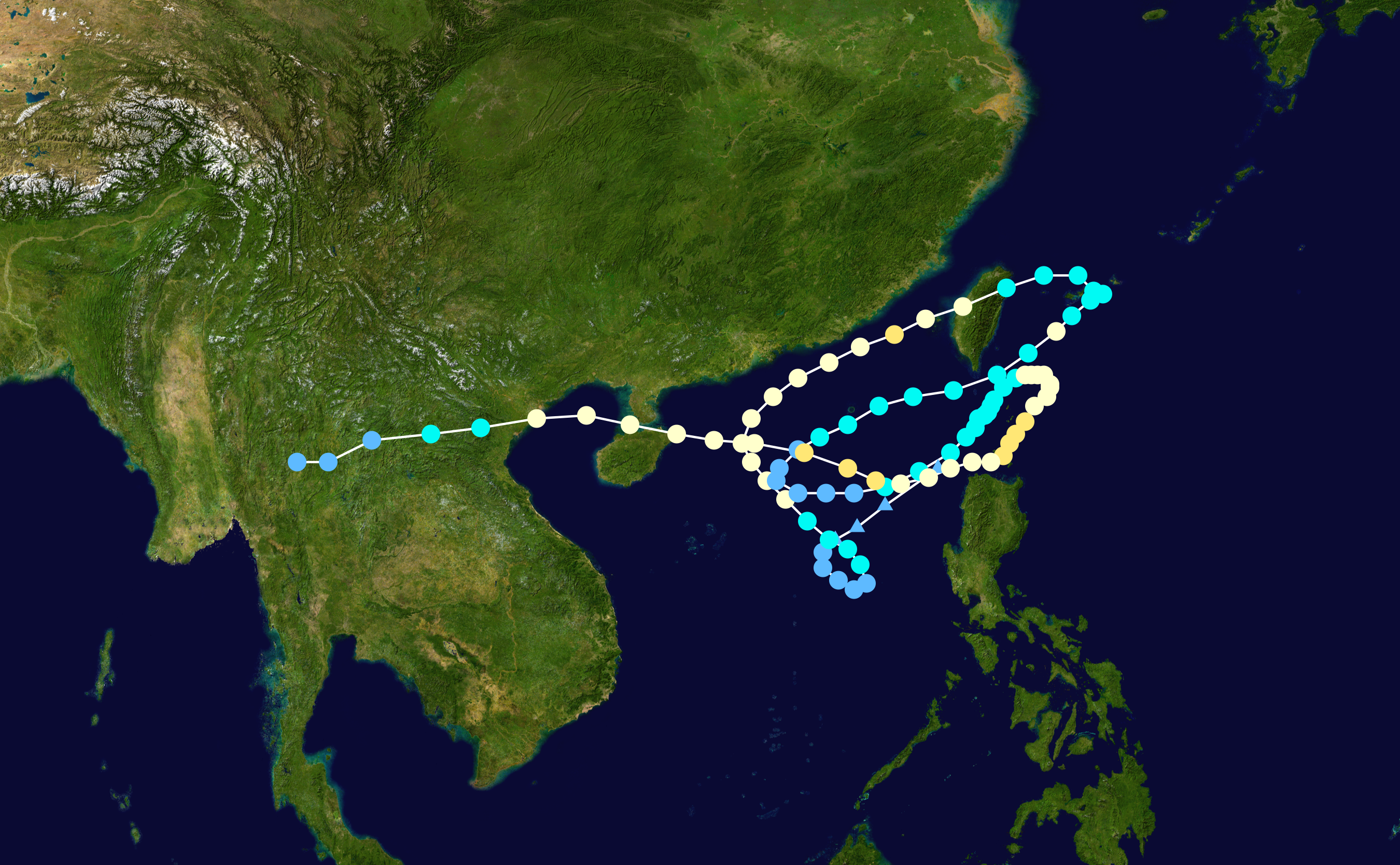
進路図

1986年8月18日、南シナ海北部で発生した台風14号（国際名：ウェイン / フィリピン名：ミディン）は、発生後も南シナ海の北部海域で長期間にわたり停滞・迷走を繰り返し、フィリピンや中国、香港や台湾、ベトナムなどに接近・上陸した。14号はその後も何度も何度も進路を変え、極めて複雑で稀な進路を辿った。だが、一度26日9時に勢力が弱まって台風ではない熱帯低気圧となり、27日21時に改めて台風となった。こうして、台風としての期間が終了したのは最初の発生から実に462時間後の9月6日となり、1951年の統計開始以降では、一時的に熱帯低気圧であった期間も含めると、史上最長の寿命となった。そして、熱帯低気圧であった期間を除いても、史上4位の寿命である。
14号が長期間に南シナ海に居座って蛇行した理由としては、台風の発生当時、南シナ海ではモンスーンの谷間が生じており、その谷間に台風が留まっていたことが挙げられる。
14号の影響を受けた台湾や香港、フィリピンなどでは、各地で暴風雨に襲われ、合計で490人が死亡するという大きな被害が出た。
| 順位 | 名称               | 国際名 | 台風期間   | 発生日時           | 消滅日時            |
| ---- | ------------------ | ------ | ---------- | ------------------ | ------------------- |
| 1    | 平成29年台風第5号  | Noru   | 19日0時間  | 2017年7月20日 21時 | 2017年8月8日 21時   |
| 1    | 昭和47年台風第7号  | Rita   | 19日0時間  | 1972年7月7日 21時  | 1972年7月26日 21時  |
| 3    | 昭和42年台風第22号 | Opal   | 18日6時間  | 1967年8月30日 9時  | 1967年9月17日 15時  |
| 4    | 昭和61年台風第14号 | Wayne  | 17日18時間 | 1986年8月18日 15時 | 1986年9月6日 21時   |
| 5    | 昭和47年台風第9号  | Tess   | 15日12時間 | 1972年7月9日 3時   | 1972年7月24日 15時  |
| 6    | 平成9年台風第28号  | Paka   | 14日12時間 | 1997年12月8日 3時  | 1997年12月22日 15時 |
| 6    | 平成6年台風第31号  | Verne  | 14日12時間 | 1994年10月18日 9時 | 1994年11月1日 21時  |
| 6    | 昭和26年台風第20号 | Amy    | 14日12時間 | 1951年12月3日 9時  | 1951年12月17日 21時 |
| 9    | 平成4年台風第30号  | Gay    | 14日6時間  | 1992年11月16日 3時 | 1992年11月30日 9時  |
| 10   | 平成15年台風第2号  | Kujira | 14日3時間  | 2003年4月11日 9時  | 2003年4月25日 12時  |

| 順位 | 名称               | 国際名    | 年     | 南下幅 (緯度) |
| ---- | ------------------ | --------- | ------ | ------------- |
| 1    | 平成15年台風第18号 | Parma     | 2003年 | 8.9           |
| 2    | 平成29年台風第5号  | Noru      | 2017年 | 8.2           |
| 3    | 平成5年台風第27号  | Manny     | 1993年 | 7.5           |
| 3    | 平成16年台風第25号 | Muifa     | 2004年 | 7.5           |
| 5    | 昭和61年台風第14号 | Wayne     | 1986年 | 6.9           |
| 6    | 平成12年台風第15号 | Bopha     | 2000年 | 6.7           |
| 7    | 平成3年台風第20号  | Nat       | 1991年 | 6.6           |
| 8    | 平成8年台風第25号  | Ernie     | 1996年 | 6.4           |
| 9    | 平成30年台風第12号 | Jongdari  | 2018年 | 6.3           |
| 10   | 昭和39年台風第14号 | Kathy     | 1964年 | 6.2           |
| 10   | 昭和52年台風第12号 | Dinath    | 1977年 | 6.2           |
| 10   | 昭和59年台風第25号 | Bill      | 1984年 | 6.2           |
| 10   | 令和4年台風第11号  | Hinnamnor | 2022年 | 6.2           |